# Южное Упочное
Южное Упочное — пресноводное озеро на территории Амбарнского сельского поселения Лоухского района и Куземского сельского поселения Кемского района Республики Карелии.

## Общие сведения
Площадь озера — 1,4 км². Располагается на высоте 69,6 метров над уровнем моря.
Форма озера продолговатая: оно более чем на три километра вытянуто с запада на восток. Берега изрезанные, каменисто-песчаные, часто заболоченные.
Из северо-восточного залива озера вытекает безымянный водоток, впадающий с правого берега в реку Сиг, впадающую, в свою очередь, в Белое море.
В озере расположены два небольших безымянных острова.
К северу от озера проходит автозимник.
Населённые пункты вблизи водоёма отсутствуют.
Код объекта в государственном водном реестре — 02020000711102000003351.